# Elisabet av Danmark (1524–1586)
Elisabet av Danmark, född 14 oktober 1524, död 15 oktober 1586, var en dansk prinsessa.  
Hon var dotter till kung Fredrik I av Danmark och Sofia av Pommern. Hon gifte sig 1543 med hertig Magnus III av Mecklenburg-Schwerin (1509–1550), och 1556 med hertig Ulrik III av Mecklenburg-Güstrow (1527–1603), med vilken hon hade ett enda barn: Sofia av Mecklenburg. 
Elisabet beskrivs som en skönhet, godhjärtad, känslig och religiös. Under sitt andra äktenskap ägnade hon sig en del åt välgörenhet i Mecklenburg och understödde sjukhus och kloster. Hon besökte regelbundet Danmark, särskilt efter att hennes enda dotter blivit Fredrik II:s drottning, och avled på väg hem från ett av sina långvariga besök där.